# 6372 Walker
6372 Walker (1985 JW1) là một tiểu hành tinh vành đai chính được phát hiện ngày 13 tháng 5 năm 1985 bởi C. S. Shoemaker ở Đài thiên văn Palomar.